# ليبورني
ليبورن، (بالفرنسية: Libourne)‏، (جاسكون: Liborna)، هي بلدية فرنسية تقع في إقليم جيروند، في منطقة نوفيلي أكويتاين، جنوب غرب فرنسا. وهي أيضًا دائرة إدارية.

## توأمة
لليبورني اتفاقيات توأمة مع:
- لوغرونيو

## أعلام
- ميكايل ديلاج
- آلان ديفيد
- يوان باربت
- جان فروستييه
- إدوارد دوبويس
- غاستون، أمير فيانا